# Глоренца
Глоренца (на италиански: Glorenza; на немски: Glurns, Глурнс) е град в Северна Италия.

## География
Град Глоренца се намира в провинция Южен Тирол на регион Трентино-Алто Адидже. Разположен е в долина в горното течение на река Адидже в Алпите на 5 km от границата с Швейцария и на 15 km от границата в Австрия. Разстоянето до провинциалния център Болцано е около 60 km в източна посока, а до областния център Тренто е около 80 km югоизточно от Глоренца. Поради липса на пряк път до Тренто се пътува през Болцано като разстоянието става около 110 km. Градът притежава званието Борги като малък исторически средновековен град. Той е в класацията на най-малките градове в Европа. Непосредствено до южната част на града се намира националният парк „Парко Национале дело Стелвио“. Население 884 жители към 31 декември 2004 г.

## История
Първите сведения за града датират от 1163 г. когато на мястото на днешния град се появява селище с ретороманското название Глурнис, което в превод означава „Блатистата местност на лешниците“. От названието Глурнис до наши дни е останало немското название на града Глурнс. Бързо след своето възникване селището се превръща във важен търговски кръстопът между Швейцария, Австрия и Ломбардия. На 16 юни 1855 г. Глоренца претърпява наводнение, като е залят от почти триметрова водна вълна̀ от езерото Мута, намиращо се на около 5 km на север, от което води началото си река Адидже.

## Архитектура
Архитектурата на града е съчетание от средновековни сгради и съвременно строителство. Старинната част е оградена с характерната за средните векове градска стена. Съвременното строителство е предимно извън старинната част и включва жилищни и производствени сгради. В района на старинната част има няколко съвременни жилищни сгради.

## Архитектурни забележителности
- Градската врата
- Църквата
- Националният парк „Парко Национале дело Стелвио“

## Икономика
Двата основни отрасла в икономиката на града са туризмът, селското стопанство и животновъдството (предимно коневъдство и козевъдство). Сравнително високото надморско равнище (907 м) и разположението му в подножието на Алпите прави града място за планински туризъм. Туристите го посещават и като исторически обект.

## Спорт
Традиционни за Глоренца са конният спорт, голфът и зимните спортове.

## Личности
Родени
- Паул Флора (р. 1922), австрийски художник

## Фотогалерия
- Северната част на града
- Църквата в центъра на града
- Старинна улица в Глоренца
- Градската врата